# نادي يونيرفرستاتا بوكوفينا سوتشافا
نادي يونيرفرستاتا بوكوفينا سوتشافا هو نادي كرة يد في رومانيا تأسس في سنة 2002. يلعب في الدوري الروماني لكرة اليد. تبلغ سعة ملعبه 450 متفرجا.